# 戸梶恵理子
戸梶 恵理子（とかじ えりこ、1984年5月15日 - ）は、日本の女性声優。高知県出身。以前はアクロス エンタテインメント（預かり）に所属していた。

## 出演作品

### テレビアニメ
- アバター 伝説の少年アン（カタラ）

### 劇場版アニメ
- 宇宙戦艦ヤマト 復活篇

### 吹き替え
- 4400 未知からの生還者（ソフィア）
- ライ・トゥ・ミー 嘘は真実を語る

### ゲーム
- Wiiの間　世界ビックリプライス ベナン編（ボイスオーバー）